# Droga krajowa B1a (Niemcy)
Droga krajowa 1a (niem. Bundesstraße 1a, B 1a) – niemiecka droga krajowa przebiegająca w Akwizgranie, stanowiąca północną obwodnicę centrum miasta. Powstała aby odciążyć objeżdżające południem centrum miasta drogę B1 i B264. Droga w całości czteropasmowa.
Droga przebiega ulicami Monheimsallee, Ludwigsallee, Pontwall, Turmstraße oraz Junkerstraße i prowadzi obok Rheinisch-Westfälischen Technischen Hochschule, centrum kongresowego Eurogress oraz kasyna.
W czasie podziału na Niemcy Zachodnie i NRD, droga krajowa B1a łączyła przerwaną koło Helmstedt B1 z autostradą A2.